# Марчуки
Марчуки́ — деревня в Елецком районе Липецкой области. Входит в состав Волчанского сельсовета.

## Население
| 2010 |
| ---- |
| 142  |

## Улицы
| - ул. Дорожная, - ул. Запрудная, - ул. Михайловская, - ул. Тенистая. |